# Lenguas tibeto-birmanas
Las lenguas tibeto-birmanas o tibetano-birmanas constituyen una familia de lenguas que incluye varios centenares de lenguas, habladas en una región comprendida entre la meseta tibetana (al N.), hasta la península malaya (al S.) y desde Pakistán (al W.) hasta Vietnam (al E.).

## Lenguas de la familia
Las afinidades filogenéticas entre las lenguas tibetano-birmanas fueron identificadas a mediados del siglo XIX. Entonces se descubrió que la lengua mejor documentada del grupo desde antiguo, el "tibetano escrito" o tibetano clásico, documentado desde el siglo VII, tenía un buen número de coincidencias o palabras cognadas con el "birmano escrito", atestado a partir del siglo XII. La exploración por parte de estudiosos británicos y administradores coloniales de India y Birmania llevó a la catalogación de docenas de otras lenguas "tribales" hasta entonces no documentadas que parecían relacionadas al tibetano y birmano clásicos.
Actualmente no se conoce con certeza el número de lenguas de la familia, de hecho es posible que en existan todavía algunas lenguas todavía no documentadas, especialmente en la parte occidental de Nepal, el norte de Birmania y el sureste de Tíbet. En la literatura científica existe bastante redundacia terminológica añadiéndose a los autónimos de las lenguas otros exónimos de origen chino, birmano o indio. Una lista bastante útil de los nombres de las lenguas atestadas se encuentra en Hale (1982).
Las dos lenguas mejor conocidas de la familia son el birmano y el tibetano, ambos de larga tradición literaria. Los textos más antiguos son  de tipo religioso y están escritos en escrituras índicas

### Clasificación interna
Paul K. Benedict (1972) identificó siete grupos diferentes dentro de las lenguas tibetano-birmanas: Tibetano-Kanauri, Bahin-Vayu, Arbor-Miri-Dafla, Kachin (Jingpo), Birmano-Lolo, Bodo-Garo, Kuki-Naga. Posteriormente otros autores agruparon varias en un número menor de grupos:
- Grupo Tibetano-Himalayo, formado por:
  - Subgrupo tibetano-kanauri, que incluiría el tibético (tibetano), el kanáurico, el bunan y otras lenguas mal documentadas de la frontera himalaya de India; el gurung-tamang-takhali y probablemente el newari, antigua lengua oficial de Nepal y algunas otras lenguas del mismo país.
  - Subgrupo himalayo oriental
- Grupo kamarupa-kachin o bárico, formado por:
  - Kuki-chin-naga
  - Abor-miri-dafla (tani)
  - Subgrupo kachínico
- Grupo lolo-birmano
  - Subgrupo búrmico (birmano)
  - Subgrupo lolo
  - Naxi (moso)
  - Subgrupo qiang

Existen además otro grupo problemático:
- Grupo karénico, que es tipológicamente divergente del resto de lenguas tibetano-birmanas. Benedict propuso que estas lenguas tibetano-birmanas formarían con las lenguas karénicas un grupo que llamó lenguas tibetano-karénicas.

### Lenguas por número de hablantes
Aunque se estima que familia consta de unas 250 lenguas diferentes, estas difieren mucho en número de hablantes, sólo 9 lenguas tibetano-birmanas sobrepasan el millón de hablantes (birmano, tibetano, Bai, Yi (=Lolo), Karen, Meithei, Tujia, Hani, Jingpho). Alrededor de 50 lenguas más tienen un número importante de hablantes teniendo más de 100 mil hablantes. La siguiente tabla resume el tamaña por hablantes de las lenguas:
| más de 1 millón      | 9   |
| de 500.000 a 999.000 | 12  |
| de 250.000 a 499.000 | 11  |
| de 100.000 a 249.000 | 16  |
| de 50.000 a 99.000   | 16  |
| de 25.000 a 49.000   | 27  |
| de 10.000 a 24.000   | 44  |
| menos de 10.000      | 123 |

## Características comunes
El trabajo comparativo entre las lenguas de esta familia está relativamente poco explorado y todavía existen dudas sobre como se relacionan entre sí las diferentes ramas o grupos de la familia. De hecho el conocimiento de las diferentes ramas es muy desigual. Mientras que algunas ramas de la familia han sido relativamente bien estudiadas y se ha reconstruido las "mesolenguas" o protolenguas de nivel intermedio que dieron lugar a dichas ramas, en el estudio de otras ramas existen importantes lagunas. Esto es especialmente cierto para las ramas Qiang, Bai, Lui y Nung. Todavía no está clara la posición exacta en el árbol filogenético de muchas lenguas de "transición" como el chepang, el kham, el lepcha, el newar (todos designados colectivamente como "grupo himalayo"), el meithei, el mikir, el mru, o el naxi-moso y el jinuo, o el tujia de Hunan y Hubei.

### Fonología
La fonología del proto-tibetano-birmano es todavía muy incierta, aunque recientemente se ha progresado en la reconstrucción de algunas ramas, particularmente en el proto-lolo-birmano. Se supone que el proto-tibetano-birmano tendría un inventario fonológico similar al siguiente:
|            | Labial | Alveolar   | Palatal    | Velar  |
| ---------- | ------ | ---------- | ---------- | ------ |
| oclusiva   | *p, *b | *t, *d     |            | *k, *g |
| africada   |        | (*ts, *dz) | (*tś, *dź) |        |
| nasal      | *m     | *n         | (*ń)       | *ŋ     |
| fricativa  |        | *s, *z     | (*ś, *ź)   |        |
| sonorantes | *w     | *l, *r     | *y         |        |

Los fonemas entre paréntesis, básicamente africadas, son reconstruidos por Mastioff sobre la base de su trabajo comparativo, aunque no por Delancey.
Aunque tanto el tibetano clásico, como el birmano y el jingpho tienen también una serie de oclusivas aspiradas, puede probarse que es un desarrollo secundario surgido de la pérdida de algunos prefijos.
En cuanto a las vocales el proto-tibetano-birmano no habría tenido más de 5 vocales, estando todavía por resolver la cuestión de las vocales centrales. La fórmula silábica habría sido:

{\displaystyle [_{At}\ (C_{1})(C_{2})][_{Nuc}\ V][_{Cod}\ (C_{3})],\ {\mbox{con}}{\begin{cases}C_{1}={\mbox{cualquier consonante}}&{\mbox{si}}\ C_{2}=\emptyset \\C_{1}={\mbox{oclusiva}}/&{\mbox{si}}\ C_{2}=/r,l,y,w/\\V={\mbox{vocal o diptongo}}\\C_{3}={\mbox{consonante sorda o sonorante}}\end{cases}}}

La pérdida en estadios posteriores de algunas consonantes finales habría dado lugar a una mayor variedad de vocales y tonos distintivos. La simplificación de algunas mediales como *Cy- y *Cr- habría dado lugar a consonantes palatales o simples en birmano; mientras que la pérdida de *Cr- habría dado lugar a retroflejas en tibetano y otras lenguas.
En cuanto al tono, no está claro si el proto-tibetano-birmano habría sido tonal o no, ya que el tono podría haber surgido como resultado secundario de pérdida de ciertas consonantes finales o ensordecimiento de iniciales.

### Gramática
La mayoría de lenguas tibetano-birmanas tienden a ser de tipo aglutinante. Suelen presentar un orden básico Sujeto Objeto Verbo y en ellas el núcleo suele estar hacia el final de cada sintagma.
El sistema de pronombres personales reconstruido para el proto-tibetano-birmano se ha conservado mejor en el sistema de marcas verbales (para objeto y sujeto) que en el sistema de pronombres independientes. Comparando la conjugación según persona Bauman (1975) reconstruyó los siguientes sistemas de afijos para el proto-tibetano-birmano:
|            | singular | dual | plural |
| ---------- | -------- | ---- | ------ |
| 1ª persona | *-ŋa     | *-si | *-i    |
| 2ª persona | *-na     | *-si | *-i    |

| Agente     | Agente   | Paciente | Paciente | Paciente |
| Agente     | Agente   | 1ª p     | 2ª p     | 3ª p     |
| ---------- | -------- | -------- | -------- | -------- |
| 1ª persona | singular |          | *-na     | *-ŋa     |
| 1ª persona | dual     |          | *-naši   | *-ši     |
| 1ª persona | plural   |          | *-nai    | *-i      |
| 2ª persona | singular | *-ŋa     |          | *-na     |
| 2ª persona | dual     | *-ŋaši   |          | *-ši     |
| 2ª persona | plural   | *-ŋani   |          | *-ni     |
| 3ª persona | singular | *-ŋa     | *-na     | *-u      |
| 3ª persona | dual     | *-ŋaši   | *-naši   | *-ši     |
| 3ª persona | plural   | *-ŋai    | *-nani   | *-mi     |